# Galeotto III Malatesta
Galeotto III Malatesta (XIV secolo – 25 ottobre 1423) è stato un condottiero italiano.

## Biografia
Galeotto III Malatesta, figlio di Giovanni III Malatesta e di Violante della Faggiola, nel 1398 ricevette in Palestina le insegne equestri nella chiesa del Santo Sepolcro di Gerusalemme.
Militò per Giangaleazzo Visconti e lo servì fedelmente.
Devoto ai signori di Rimini, servi l'esercito di Carlo. Morì nel 1423.